# Szobanövények
A szobanövények olyan trópusi és szubtrópusi vidékekről származó növények változatai, melyeket lakásban, télikertben lehet tartani. Több száz fajuk ismert, amik között vannak igazi ritkaságok is.

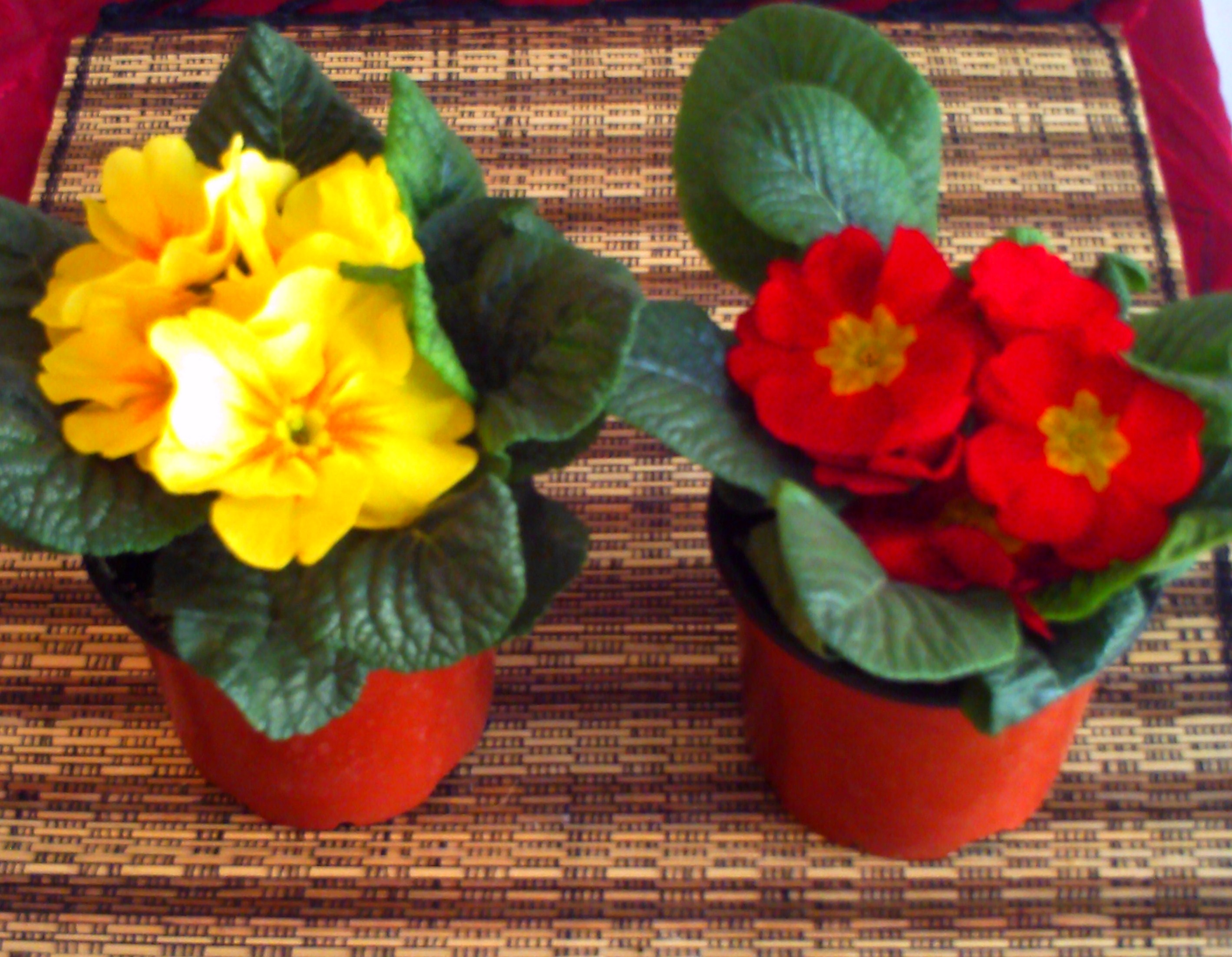
Szobai kankalin (Primula vulgaris)

## A szobanövények története
Skandináviában már időtlen idők óta vittek a házakba növényeket akkor, amikor megkezdődött a tél, de ezek a növények még nem a trópusokról származtak, mivel azokat csak akkor ismerte meg Európa, amikor a felfedezések korában a hajók átjutottak a tengereken. A szobanövények közül a kaktuszok biztosan csak Amerika felfedezése után jutottak el Európába, mivel ezek a növények csak azon a kontinensen honosak. Szinte biztosra vehető, hogy a kaktuszok mellett jó néhány egyéb növény is átkerült Európába.
1570-ben egy angol gyógyszerész mutatott be egy Melocactust, ami valószínűleg a Santa Maria hagyatékából származott. 1620-ban hoztak először hölgyliliomot a Fokföldről. 1644-ben a párizsi Jardin du Roiban már kallák nőttek. 1690-ben már tudtak ananászt termeszteni és bemutatták a tengeriszőlőt is. 1698-ban a melegházakban már ismerték az Aloe arborescenst. Az első trópusi orchidea, a Bahamákról származó Bletia verrecunda 1733-ban virágzott először Európában. 1774-ben hoztak be először a Fokföldről számos illatos levelű Pelargoniumot. 1770-ben Frederik Allamand svájci botanikus gyűjtötte be Dél-Amerikában a később róla elnevezett Allamanda magvait, majd elküldte őket Linnének. 1779-ben Cook kapitány és Sir Joseph Banks hozta be Új-Zélandról a szobafenyőt. 1819-ben egy Amaryllis faj érkezett Európába Brazíliából.
A legtöbb szobanövényt a 19. század folyamán hozták Európába. Korábban a növények begyűjtése nehéz, fáradságos feladat volt, de magának a növénynek is megerőltető volt a hosszú hajóút Európába, aminek a során számos növény elpusztult. Begyűjtésük során a szállítóknak nehéz terepen kellett átverekedniük magukat, meg kellett küzdeniük nem csak a trópusi betegségekkel és a bennszülöttekkel, de az állatokkal és az éghajlattal is. A nehézségek miatt a szobanövények begyűjtése és Európába szállítása igen jövedelmező vállalkozás volt: áruk az aranyéval vetekedett. A jó jövedelem érdekében a növényekért néha kíméletlen versengés indult, aminek a során nem riadtak vissza a korrupciótól, kémkedéstől és a gyilkosságtól sem.
Mindez egészen addig folytatódott, míg Nathaniel Ward véletlenül fel nem találta a Ward-szekrényt, mely egy lezárható üvegtartály volt, amiben a föld megőrizte állandó nedvességtartalmát, így az érzékeny trópusi növények ideális szállítóeszköze lett, és ez lett az angol páfránytartó üvegedény és a modern szobai növényházak elődje is.

## A szobanövények általános tulajdonságai

### Származási helyük szerint

#### Trópusi növények
Mivel a szobanövények a trópusokról és a szubtrópusokról származnak, ezért nem télállóak és védeni kell őket a fagypont alatti hőmérséklettől. A trópusokról származó növények közös tulajdonsága, hogy az ottani növények a hőmérséklet és a fénymennyiséget tekintetében nincsenek kitéve évszakváltozásnak, valamint minden nap ugyanannyi időn át jutnak fényhez. 

##### A trópusi esőerdő növényei
Az innen származó növények természetes élőhelyükön gyakorlatilag egy természetes melegházban élnek, ahol gőzölgő, nehéz a forróság és 90-99%-os a páratartalom, és szinte egész évben heves esőzések vannak. Az esőerdei növények tehát a szobában nehezen viselik a napot és a központi fűtéstől kiszáradt levegőt. Nyugalmi időszakra nincs szükségük, de az európai téli évszakváltás mégis arra kényszeríti őket, hogy ősszel és télen csökkentsék a növekedésüket.

##### Az esős és száraz évszakkal rendelkező vidékek növényei
A szavannák és sztyeppék növényei hozzászoktak a nedves és száraz évszakok váltakozásaihoz, így erre a váltakozásra a szobában is szükségük van. A trópusi hegyvidékekről származó növények a szobában is szeretik a sok fényt és a magas páratartalmat, de csak akkor, ha hőmérséklet hűvös.

##### A sivatagi területek növényei
Ezek a növények hozzá vannak szokva az extrém környezeti változásokhoz, amikor nappal nem ritka az árnyékban mért 50 fokos forróság, vakító fény, gyakori erős szél, a csapadék mennyiségét egész évben meghaladó párolgás, és ugyanakkor éjszaka szinte fagypontig süllyedő hőmérséklet uralkodik. Sokszor akár éveken keresztül sincs csapadék, ezért ezek a növények megtanulták, hogyan kell a hasznosítani akár a ködöt is. Ezeket a növényeket nyáron nem kell agyonlocsolni, télen pedig szinte a kiszáradás szélén kell tartani őket, ugyanakkor bőséges napfényt igényelnek.

#### Szubtrópusi növények
A növények eredeti élőhelyén a leghidegebb hónapok átlagos hőmérséklete 10-18 fok között van, a klíma, a csapadék mennyisége és a napos órák száma az évszakok szerint változik. A nyár meleg, a tél enyhe és vannak téli és nyári eső áztatta területek is. Az innen származó növényeknek gyakran van víztároló és párolgást gátló szerve. Kedvelik a hűvös éjszakákat és van nyugalmi időszakuk. A nyáron esős vidékekről való növényeknek nyáron melegre és vízre van szükségük, de télen hűvösre és szárazságra. A téli esőhöz szokott növényeket télen is lehet öntözni.

### Külalakjuk szerint
A növények azért olyan sokfélék, mert alkalmazkodniuk kellett azokhoz a területekhez, ahol élnek. Azon évmilliók alatt, míg mai formájuk kialakult, számtalan nehézséggel kellett megküzdeniük, hogy életben maradjanak, sokféle túlélési technikát és stratégiát kellett kialakítaniuk, amik mind-mind hozzájárulnak ahhoz, hogy a növények külseje igen változatos legyen.
Minden növénynek saját genetikai programja van, ami meghatározza, mennyi ideig élhet egy növény, ez alatt az idő alatt mekkorára nőhet és milyen lehet a külalakja. Azonban azok a fák és cserjék, amik természetes közegükben akár az égig is érhetnek, a cserép korlátozott földtartalma miatt csak ennek a töredékét fogják elérni, külsejük pedig többé-kevésbé "örökre fiatal" marad, és csak ritkán hoznak termést.
A legfontosabb növekedési formák:
- Felálló (pl. a bunkóliliom)
- Kúszó vagy csavarodó mint pl. a kúszóka
- Futó vagy talajtakaró, mint pl. a párnafű
- Lecsüngő, mint pl. a szájvirág.

A növények ezen kívül életkor szerint is csoportokba oszthatóak, vannak egyévesek, kétévesek vagy több évig élők. Egyes növények lágyszárúak maradnak, mások elfásodnak.
- Az egy-kétéves növények, mint a keserűlevél, az egy-két évig tartó csírázás, növekedés, virág és termésképzés és a magérlelés után elpusztulnak. Szobanövényként sem élnek ennél hosszabb ideig.
- A több évig élő növények, mint az évelők vagy a hagymás virágok tartós gyökereket, rizómákat, hagymákat és gumókat képeznek, amik újra új hatásokat hoznak. Ezeket a növényeket lakásban is lehet tartani akár több éven át is, megfelelő körülmények között.
- A félcserjéknek, mint az aszparágusz vannak lágy részei, amik elhalnak, és fás részei is, amik viszont minden évben kihajtanak. Ezek a növények cserépben is viszonylag sokáig élnek.
- A cserjék és fák hosszú életű örökzöld vagy lombhullató növények, amik szobában is sokáig tudnak élni.

### Túlélési stratégiájuk szerint
A növények az élőhelyük viszonyaihoz alkalmazkodva többféle túlélési stratégiát használnak.
- Fényvédelem céljából a növények szőröket, hamvasságot, filces réteget vagy ezüstös-kékesszürke bevonatot képeztek maguknak, így ezek a növények bírják az erős fényt is. Ilyen az Echeveria, Agave, Crassula
- Párolgás elleni védekezésül a növények feltalálták a viaszréteget, a sok kicsi vagy kemény, tűvé vagy tüskévé alakult levelet, a bőrszerű leveleket valamint a sűrű szőrt. Ezek a növények jól tűrik a száraz levegőt. Ilyen növények a kaktuszok, Euphorbiák.
- Törekvés a fény felé. Több növény elhagyva az esőerdei talajt a fák ágainak az elágazásaiban telepedett meg, mások óriási leveleket növesztettek maguknak, amik fénycsapdaként működnek, vagy liánokat képeztek, amikkel az esőerdei fák csúcsához rögzítik magukat. Mindezek miatt a fán lakó növények (epifiton orchideák, broméliák és páfrányok) nem valók földbe, az óriás levelű növények pedig kevés fénnyel is beérik.
- A szárazság ellen több növény földalatti vízraktárakat használ (ciklámen), másoknak szukkulens leveleik vannak vagy törzset növesztettek (crassula, hoya). Az ilyen növényeket csak módjával kell öntözni.
- A légköri nedvesség felszívására vízfelszívó pikkelyek (broméliákon), léggyökerek (orchideákon) és szőrök (afrikaiibolyán) alakultak ki. Ezeknek a növényeknek párás környezetre van szükségük.

## A szobanövények gondozása

### Élőhelyek kialakítása
Mivel a szobanövények trópusi és szubtrópusi éghajlatról származnak, fontos, hogy megfelelő körülmények közé kerüljenek akkor is, ha szobában élnek. A legfontosabb szempontok, amiket az élőhelyük kialakításakor figyelembe kell venni, a tartóedényük és az ültetőközeg, a hőmérséklet, a fény és az öntözés, tápoldatozás.

#### Tartóedény és ültetőközeg
A növények számára a legmegfelelőbb tartóedény a jól kiégetett cserép vagy a mázatlan kerámia. Ezeknek lyukacsos szerkezete van, ami megkönnyíti a víz felszívódását, lehetővé teszi, hogy szellőzzön a talaj, a cserép egész felületén történő párolgás pedig hűti a talajt. Nagyobb növények számára alkalmas tartóedények a fából készült dézsák és hordók. Felfüggesztett tartóedénynek a léckosarak és a kókuszrosttal bélelt drótkosarak alkalmasak.
A talaj, amibe ültetik a szobanövényeket általában egyszerű virágföld, aminek a lazítására lehet kókuszrostot vagy a savanyú kémhatás elérésére szétmorzsolt tőzegkockát alkalmazni. A vízelvezetés megkönnyítésére a cserép aljába kavicsot vagy apró cserépdarabkát kell helyezni.

#### Öntözés és tápoldatozás
Az öntözővíz mindig szobahőmérsékletű, a meleg környezetben tartott pálmák, broméliák, kontyvirágfélék vize lehet 2-3 fokkal még ennél is magasabb. Öntözővíznek a legjobb a lágy esővíz. A vezetékes víz sokszor kemény, sok kalciumot tartalmaz, ami idővel kiválik a talaj felszínén, amit el kell távolítani, és friss földdel pótolni. A savanyú kémhatást igénylő növényeket csak esővízzel, vagy felforralt és lehűtött csapvízzel lehet locsolni. Kertben tartott szobanövényeket nyáron reggel vagy este kell locsolni, a forróság elmúltával.
A tápoldatot mindig előírás szerinti töménységben és gyakorisággal kell adagolni. Az előírtnál töményebb tápoldat elpusztíthatja a gyökérszőröket. Bizonyos tápoldatok csak a növény talajába kerülhetnek, mások a levélen keresztül is felszívódnak. Fenyők és páfrányok esetében speciális készítményt kell használni. Tápoldatozni csak nedves talajt szabad, mert a száraz talajra locsolt tömény oldattól elpusztulhatnak a gyökérszőrök.

## A szobanövények fajtái

### Páfrányok
A páfrányok igen népszerű szobanövények már a 19. század eleje óta, de a központi fűtéses lakások levegője túl száraz nekik, ezért előbb-utóbb tönkremennek. Másfajta fűtési módszereknél a lakás hőmérsékletének pár fokkal csökkentése már kedvezően hat a növényekre. A páfrányok nem megfelelő fejlődését többnyire a huzat, a száraz levegő, a tűző napfény, a cserépben pangó víz, a sok kalciumot tartalmazó vezetékes víz, és a tömény tápoldat okozza. Az öntözővíz lehetőleg legyen lágy és szobahőmérsékletű. Locsolni és permetezni rendszeresen kell, tápoldat csak nyáron szükséges.
Néhány páfrányfaj:
| - Pelyhes vénuszfodorka (Adiantum hispidulum) - Lilanyelű vénuszfodorka (Adiantum raddianum) - Aspidium - Merev fodorka (Asplenium antiquum) - Madárfészekpáfrány (Asplenium nidus) - Púpos bordapáfrány (Blechnum gibbum) - Püspökbotpáfrány (Cibotium) - Serlegpáfrány (Cyathea) - Sarlós babérpáfrány (Cyrtomium falcatum) - Azori nyúlmancs (Davallia bullata) - Kanári nyúlmancs (Davallia canariensis) - Páfrányfa (Dicksonia) - Görög bronzpáfrány (Didymochlanea truncatula) | - Őszi pajzsika (Dryopteris erythrosora) - Struccpáfrány (Matteuccia struthiopteris) - Barlangi pajzsospáfrány (Microlepia speluncae) - Szobapáfrány (Nephrolepis exaltata) - Királypáfrány (Osmunda regalis) - Kereklevelű pillepáfrány (Pellaea rotundifolia) - Gímpáfrány (Asplenium scolopendrium) - Kétágú szarvasagancspáfrány (Platycerium bifurcatum) - Nagy szarvasagancspáfrány (Platycerium grande) - Édesgyökerű páfrány (Polypodium) - Krétai szárnyaspáfrány (Pteris cretica) - Keskeny szárnyaspáfrány (Pteris ensiformis) - Díszes szárnyaspáfrány (Pteris tremula) |

### Cikászok és pálmák
A cikászok és pálmák csoportja körülbelül 2500 fajt számlál, többségük a trópusi és a szubtrópusi övben él az olyan pálmaövezetnek nevezett részen, ahol egész évben elegendő meleg van. A lakásban tartott növények többsége az egyenletes meleget és páratartalmat kedveli. Fiatal példányként kell megvásárolni őket, megfelelő gondozás esetén akár "bútordarabokká" is kinőhetik magukat.
A pálmák és cikászok törzsét nem lehet visszavágni, állandó, világos, de nem vakítóan napsütötte helyen kell őket tartani. Kevés kivételtől eltekintve egyenletes nedvességet kívánnak, kivéve télen, amikor elegendő a kevesebb víz.
Néhány cikász- és pálmafaj:
- Bételpálma (Areca catechu)
- Halfarokpálma (Caryota)
- Kókuszpálma (Cocos nucifera)
- Japán cikász (Cycas revoluta)
- Kenciapálma (Howeia forsteriana)
- Bokorpálma (Licuala)
- Nagy bokorpálma (Licuala grandis)
- Kanári datolyapálma (Phoenix canariensis)
- Fonalas Washington-pálma (Washingtonia filifera)
- Karéjos zámia (Zamia furfuracea)

### Bunkóliliomok, sárkányfák és jukkák
A bunkóliliomok, sárkányfák és jukkák egymás közeli rokonai, mindhárom csoport egy-egy nemzetséget jelent, amelyek ugyanabba a családba, az agavéfélék közé tartoznak. Ezek a növények igen népszerűek. A sárkányfákat és a bunkóliliomokat a gyökerük alapján lehet egymástól megkülönböztetni: a sárkányfák gyökere sárga, míg a bunkóliliomoké fehér. A három csoport felépítése hasonló: levélrozettájuk sűrű, tömötten áll, aminek a közepéből hajtanak ki a friss levelek, egyúttal az alsók elpusztulnak. Idővel hosszú, a pálmatörzshöz hasonló törzsük alakul ki.
Néhány fajuk:
- Színeslevelű bunkóliliom (Cordyline fruticosa)
- Vörös bunkóliliom (Cordyline rubra)
- Sávos sárkányfa (Dracaena deremensis)
- Kanári sárkányfa (Dracaena draco)
- Illatos sárkányfa (Dracaena fragrans)
- Húsoslevelű sárkányfa (Dracaena godseffiana)
- Tarka sárkányfa (Dracaena marginata)
- Kónya sárkányfa (Dracaena reflexa)
- Guatemalai pálmaliliom (Yucca gigantea)
- Pompás pálmaliliom (Yucca gloriosa)

### Maranták, azaz nyílgyökérfélék
A nyílgyökérfélék elsősorban Dél-Amerika trópusi erdeiben találhatóak meg, ahol az indiánok haszonnövényként használják fel őket: az egyik faj leveleiből például kosarakat készítenek. Ezek a fajok a 19. század végén kerültek Európába. Különösen a félárnyék vagy árnyékkedvelő, meleget kívánó fajokat honosították meg a melegházakban. A maranták esetében a természettől fogva tarka levelűeket vették termesztésbe. A lakások száraz levegőjét a maranták nehezen viselik, de ha sikerül megfelelően párás környezetet teremteni, akkor a növények gyorsan fejlődnek. A maranták néhány faja kúszónövény, ezért talajtakarónak alkalmas, vagy nedves, meleg környezetben csoportos beültetésre alkalmas. Függőkosárba csak egyetlen faját lehet ültetni.
A nyílgyökérfélék néhány faja:
- Sáfrányos zebralevél (Calathea crocata)
- Lándzsás zebralevél (Calathea lancifolia)
- Zebralevél (Calathea)
- Festett zebralevél (Calathea picturata)
- Óriás zebralevél (Calathea pseudoveitchiana)
- Csíkolt zebralevél (Calathea zebrina)
- Vörös csíklevél (Ctenanthe oppenheimiana)
- Pillás csíklevél (Ctenanthe pilosa)
- Fehérerű nyílgyökér (Maranta leuconeura)
- Vörös lándzsagyökér (Stromanthe sanguinea)

### Fikuszok
A fügék az eperfafélék családjába tartoznak, ez közel 2000 fajt jelent, amik Európa, Afrika és Délkelet-Ázsia szubtrópusi-trópusi vidékein élnek. Ott őserdőben élő, léggyökerekkel kapaszkodó óriási példányok is vannak, de van olyan faj is, mely alig 1 centiméterre emelkedik ki a földből. A banánfüge a Föld legnagyobb fái közé tartozik, magassága elérheti a 30 métert is.
Azok a fajok, amiket lakásban tartanak, a trópusokról származnak, ennek ellenére kevesebb fénnyel is beérik, és szárazabb környezetben is tudnak fejlődni, ezért váltak kedvelt szobanövényekké.
Néhány fikuszfaj:
- Kislevelű fikusz (Ficus benjamina)
- Közönséges füge (Ficus carica)
- Serlegeskocsányú fikusz (Ficus cyathistipula)
- Fagyöngyfüge (Ficus deltoidea)
- Szobafikusz (Ficus elastica)
- Lantlevelű fikusz (Ficus lyrata)
- Kapaszkodó fikusz (Ficus pumila)

### Kontyvirágfélék
A kontyvirágfélék többsége trópusokon él, és kb. 3000 fajuk ismert. Rendszerint feltűnő virágaikról lehet felismerni őket. A virágokból többnyire bogyók fejlődnek. A legtöbb fajának igen díszes, feltűnő formájú levele fejlődik, amik többnyire tagolatlanok, szélesek, nyíl vagy szív alakúak és gyakran hálózatos erezetűek. Karéjos, vagy lyukas levelűek is akadnak közöttük.
A fiatal példányok általában kevesebb fénnyel is beérik. Jól tűrik a lakások száraz levegőjét és a fényhiányos időszakot, ezért ideális szobanövények.
Néhány kontyvirágféle:
- Közönséges rákvirág vagy örökzöld rákvirág (Aglaonema commutatum)
- Indonéz alokázia (Alocasia x amazonica)
- Kristályos flamingóvirág (Anthurium crystallinum)
- Kétszínű tarkalevél (Caladium bicolor)
- Foltos buzogányvirág (Dieffenbachia maculata)
- Nagylevelű buzogányvirág (Dieffenbachia seguine)
- Könnyezőpálma (Monstera deliciosa)
- Pirosló filodendron (Philodendron erubescens)
- Philodendron (Imperial Red)
- vitorlavirágok (Spathiphyllum)
- Heverő talpasvirág (Syngonium podophyllum)

### Levéldísznövények
A levéldísznövények abban különböznek a virágos növényektől, hogy nem hoznak virágokat, leveleik alakja, felépítése és színüknek változatossága jellemzi ezeknek a növényeknek a külsejét.
Néhány levéldísznövény:
| - Szobafenyő (Araucaria heterophylla) - Kukoricalevél (Aspidistra eliator) - Begónia (Begonia) - Mexikói begónia (Begonia bowerae) - Ausztrál tömlőfa (Brachychiton rupestris) - Tarka csodacserje, tarka kroton, kroton (Codiaeum variegatum) - Kávécserje (Coffea arabica) - Virágcsalán hibridek (Coleus) - Karakafa (Corynocarpus laevigatus) - Monterey-ciprus (Cupressus macrocarpa) - Szobapalka (Cyperus alternifolius) - Széleslevelű palka (Cyperus diffusus) - Papirusz (Cyperus papyrus) - Piroserű hálóslevél (Fittonia albivenis) - Szeplősarc (Hypoestes phyllostachya) - Díszeslevelű csillagvirág (Ledebouria socialis) | - Afrikai tűzbokor (Leea guineensis) - Csípős kínai mirtusz (Murraya paniculata) - Törpe banán (Musa acuminata) - Parti pocsolyafa (Pachira aquatica) - Ráncos törpebors (Peperomia caperata) - Vörösszélű törpebors (Peperomia clusiifolia) - Kínai enyvesmag (Pittosporum tobira) - Alacsony törpebambusz (Pogonatherum paniceum) - Kínai tócsabokor (Rademachera sinica) - Anyósnyelv vagy szobai tigrislevél (Sansevieria trifasciata) - Csipkeharaszt (Selaginella) - Korzikai párnalevél (Soleirolia soleirolii) - Afrikai szobahárs (Sparmannia africana) - Jávai félbibe (Strobilanthes alternata) - Burmai mackóköröm (Strobilanthes dyerianus) |

### Aráliafélék
Az aráliák kb. 800 fajának a többsége a trópusokról származik, többségük lián módjára a fákra tekeredik. Az aráliák viszonylag kevés fénnyel is beérik, de magas páratartalmat igényelnek, és viszonylag tűrik az árnyékot.
Néhány aráliafaj:
- Tenyeres arália (Dizygotheca elegantissima)
- Borostyánarália (Fatshedera lizei)
- Japán arália (Fatsia japonica)
- Közönséges borostyán (Hedera helix)
- Kanári borostyán (Hedera canariensis)
- Pajzsos árnyékarália (Polyscias balfouriana)
- Cserjés árnyékarália (Polyscias fruticosa)
- Ágas árnyékarália (Polyscias giulfoylei)
- Örökzöld sugárarália (Schefflera arboricola)
- Süveges sugárarália (Tupindathus calyptratus)

### Csüngő- és kúszónövények
A szobanövények egy része a természetes élőhelyén kúszónövényként él, vagy a fákról lecsüngő életmódot folytat. Mások viszont, melyek az erdőben aljnövényként vagy talajtakaró növényként ismertek, a szobában csüngő módra viselkednek. Az ilyen növények jól fejlődnek árnyékban és levelek takarásában.
Néhány csüngő-, kúszó növényfaj:
| - Szégyenvirág (Aeschynanthus) - Mexikói borsópohánka (Antigonon leptopus) - Amerikai gumósbükköny (Apios tuberosa) - Csüngő korbácskaktusz (Aporocactus flagelliformis) - Tömött klárisfű (Asparagus densiflorus) - Kanári klárisfű (Asparagus umbellatus) - Bakopa (Bacopa) - Piros bazella (Basella rubra) - Csokrosinda (Chlorophytum comosum) - Kúszóka (Cissus) - Szunda csiklandóvirág (Clitoria ternatea) - Szőrös szájvirág (Columnea hirta) - Szájvirág (Columnea) - Kislevelű szájvirág (Columnea microphylla) - Afrikai szulák (Convolvulus sabatius) - Háromszínű szulák (Convolvulus tricolor) - Hegyescsúcsú futóka (Epipremnum aureum) - Rojtos árnyékcsuporka (Episcia dianthiflora) - Koronás liliom (Gloriosa) - Kerti hajnalka (Ipomoea purpurea) - Szárnyalt hajnalka (Ipomoea quamoclit) - Kék hajnalka (Ipomoea tricolor) - Törpe lobélia (Lobelia erinus) - Meténggyökér (Mandevilla) - Bolíviai meténggyökér (Mandevilla boliviensis) - Illatos meténggyökér (Mandevilla laxa) - Háromkaréjú szobaborostyán (Mikania ternata) - Golgotavirág (Passiflora) - Halvány golgotavirág (Passiflora alato-caerulea) | - Csöves golgotavirág (Passiflora antiouqensis) - Kék golgotavirág (Passiflora caerulea) - Maracuja (Passiflora edulis) - Büdös golgotavirág (Passiflora foetida) - Rózsaszín golgotavirág (Passiflora mollissima) - Fehér golgotavirág (Passiflora subpeltata) - Pénzlevelű törpebors (Peperomia rotundifolia) - Kúszó filodendron (Philodendron scandens) - Kakassarkantyú (Plectranthus) - Díszes aranyzuhatag (Pyrostegia venusta) - Húsvéti kaktusz (Rhipsalidpsis gaertneri) - Bogyós vesszőkaktusz (Rhipsalis cassutha) - Vérvörös rózsalepel (Rhodochiton atrosanguineus) - Indás kőtörőfű (Saxifraga stolonifera) - Ezüstös szobafutóka (Scindapsus pictus) - Viaszos káka (Isolepis cernua) - Duzzadt varjúháj (Sedum morganianum) - Éjkirálynő-kaktusz (Selenicereus grandiflorus) - Bolyhos napfénykóró (Streptocarpus saxorum) - Futópetúnia (Surfinea) - Szárnyas feketeszem (Thunbergia alata) - Felálló feketeszem (Thunbergia erecta) - Nagyvirágú feketeszem (Thunbergia grandiflora) - Narancsvörös feketeszem (Thunbergia gregorii) - Bókoló oromvirág (Tolmiea menziesii) - Pletyka (Tradescantia) - Sarkantyúka (Tropaeolum majus) - Csüngő zebrapletyka (Zebrina pendula) - Karácsonyi kaktusz (Schlumbergera és Hatiora) |

### Virágos fajok
A virágos növények kifejezetten díszes, feltűnő virágaik miatt kedveltek. Ezek között vannak olyanok is, amik bár levéldísznövények, de azért virágaik is mutatósak. A virágos növények többsége sok fényt és meleget kíván, de a perzselő napot nem szeretik.
Néhány virágos növény:
| - Selyemmályva (Abutilon) - Csengettyűs selyemmályva (Abutilon megapotamicum) - Kerti selyemmályva (Abutilon stritum) - Érdes kutyacsalán (Acalypha hispida) - Mesevirág (Achimenes) - Sárga dzsungelharang (Allamanda cathartica) - Amarillisz (Amaryillis) - Kengurumancs (Anigozanthos) - Flamingóvirágok (Anthurium) - Ráncos sárkányfüzér (Aphelandra squarrosa) - Begónia (Begonia) - Apróvirágú begónia (Begonia minor) - Narancsvörös begónia (Begonia sutherlandii) - Könnyező szobakomló (Beloperone guttata) - Pompás viszályvirág (Browallia speciosa) - Papucsvirág (Calceolaria spp.) - Csüngő harangvirág (Campanula isophylla) - Spanyol paprika (Capiscum annuum) - Rózsás meténg (Catharanthus roseus) - Ezüst celózia (Celosia argentea) - Cserepes krizantémok (Chrysanthemum sp.) - Csinos aranycsupor (Chrysothemis pulchella) - Bugás végzetcserje (Clerodendrum paniculatum) - Thomson-végzetcserje (Clerodendrum thomsoniae) - Szobai klívia (Clivia miniata) - Nemes klívia (Clivia nobilis) - Kurkuma (Curcuma longa) - Pompás kurkuma (Curcuma zedoaria) - Szobaciklámen (Cyclamen persicum) - Szegfű (Dianthus) - Hegyi tárnicsfű (Eustoma grandiflorum) - Kecses keserűlevélke (Exacum affine) - Frézia (Freesia) - Mocsári kockásliliom (Fritillaria meleagris) - Gardénia (Gardenia jasminoides) - (Gerbera jamesonii) - Széleslevelű gloxínia (Gloxinia latifolia) | - Skarlát vérvirág (Haemanthus coccineus) - Sokvirágú vérvirág (Haemanthus multuflorus) - Kerti hortenzia (Hydrangea macrophylla) - Foltos nenyúljhozzám (Impatiens hawkeri) - Rózsaszín nenyúljhozzám (Impatiens walleriana) - Bugás mügefű (Ixora coccinea) - Húsos jakabvirág (Jacobinia carnea) - Csodás peremvirág (Kohleria amabilis) - Óriás medinilla (Medinilla magnifica) - nárcisz (Narcissus) - Korallbogyó (Nertera granadensis) - Lila csikócsillag (Nierembergia hippomanica) - Mirigyes madársóska (Oxalis adenophylla) - Háromszögletű madársóska (Oxalis triangularis) - Vérvörös őrségvirág (Pachystachys coccinea) - Lándzsás tenyérvirág (Pentas lanceolata) - Fokföldi ólomvirág (Plumbago auricualata) - Rózsás ólomvirág (Plumbago indica) - Mirtuszlevelű pacsirtafű (Polygala myrtifolia) - Szobai kankalin (Primula obconica) - Havasszépe (Rhododendron) - rózsa (Rosa) - Lilavégzetcserje, Kék pillangóbokor (Rotheca myricoides subsp. myricoides), (Clerodendrum ugandense) - Afrikaiibolya (Saintpaulia) - Narancsvörös csukóka (Scutellaria costaricana) - Pericallis cruenta - Brazíliai csuporka (Sinninga speciosa) - Korallbokor (Solanum pseudocapsicum) - Jakabliliom (Sprekelia formosissima) - Ékes koszorúfutóka (Stephanotis floribunda) - Csuporgömb (Streptocarpus) - Alacsony bársonycsupor (Torenia fournieri) - Sokvirágú bíbormályva (Triplochlamys multiflora) - Tölcsérvirágok (Zantedeschia) |

### Broméliák
A broméliafélék, mely családnak körülbelül 2000 tagja van, kizárólag az amerikai kontinens nedves-meleg területein élnek, de hűvösebb és meleg-száraz éghajlaton is megél. Ismertek mint fákon, epifita életmódot folytató növények, valamint talajlakó, kőtörmeléken élő fajaik is ismertek. A talajlakó broméliák gyökere sokszor csak tartófunkciót lát el. A broméliáknak a tőlevélrózsájuk (rozettájuk) által képzett tölcsérük van, ami nem csak arra jó, hogy felfogja az esővizet, de általa a növény mindenféle szerves törmeléket is képes feldolgozni és felszívni.
Ezek a növények savanyú kémhatású talajon élnek, ezért csak esővízzel vagy forralással lágyított csapvízzel lehet locsolni és permetezni őket. Igénylik a viszonylag magas hőmérsékletet és a párás környezetet. A puha tapintású vagy színes levelű fajok árnyékolást igényelnek a túlzott napsütés ellen. Szinte minden fajukat világos helyen kell teleltetni, nyáron a szabadba is ki lehet őket rakni. Egy fiatal példány esetében több évig is eltarthat, míg virágot hoz. A levélrozetta közepéből kifejlődő virágzat elnyílása után a tőlevélrózsa elpusztul, de a tő mellett apró sarjak képződnek, amiknek általában 2-3 évre van szükségük ahhoz, hogy virágba boruljanak.
Néhány bromélia:
- Szúrós lándzsarózsa (Aechmea fasciata)
- Termesztett ananász (Ananas comosus)
- Bókoló bilbergia (Billbergia)
- Levélcsillag (Cryptanthus)
- Csíkos levélcsillag (Cryptanthus zonatus)
- Guzmán-bromélia (Guzmania)
- Regel-bromélia vagy lándzsacsokor (Neoregelia)
- Szakállbromélia (Tillandsia)
- Pikkelyvirág (Vriesea)

### Orchideák
Az orchideáknak mintegy 25000 fajuk van, ezzel az egyik legnépesebb növénycsalád. A nagyon száraz területek, valamint az Északi- és a Déli-sark kivételével mindenfajta éghajlaton előfordulnak, de azoknak a fajoknak a száma, amiket szobában lehet nevelni csekély.
A legtöbb orchidea mérsékelt éghajlati övön él és talajlakó. A trópusi orchideák sokszor a fák ágvilláiban élnek, mert a magasabb páratartalmat és a fényt fent jobban tudják hasznosítani. Trópusi orchideát csak akkor lehet szobában tartani, ha egyenletes páratartalom biztosítható a számukra. A legtöbb faj a jó vízáteresztő képességű, durva szemcsés, laza szerkezetű, levegős ültetőközeget szereti. A hazai kosborfajok mind talajlakók, és valamennyi védett.
Néhány orchidea:
- Bugakosbor (Cattleya)
- Tarajorchidea (Coelogyne lawrenceana)
- Csónakorchidea (Cymbidium)
- Elefántcsontszínű csónakorchidea (Cymbidium eburneum)
- Vesszőkosbor (Dendrobium)
- Árvácskaorchidea (Miltonia)
- Lepkekosbor (Oncidium)
- Vénuszpapucs (Paphiopedilum)
- Pillekosbor (Phalaenopsis)
- Pleione
- Pillangókosbor (Vuylstekeara)

### Kaktuszok
A kaktuszoknak mintegy 2000 fajuk van, és kizárólag az amerikai kontinensen élnek. A legtöbb közülük száraz területeken él, alakjuk jellegzetes: vagy gömb vagy oszlop alakúak. Esőerdőkben csak 1-2 csoportjuk fordul elő, amik epifita vagyis fán lakó életmódot folytató levél- vagy kígyókaktuszok.
A kaktuszok ideálisak arra, hogy gyűjtsük őket. Igénytelenségük ellenére ügyelni kell arra, hogy olyan világos, napos helyen tartsuk őket, amennyire csak lehet. A kaktuszok csak tavasszal és nyáron igényelnek rendszeres vízellátást. Szabadban tarthatóak, csak a tartós eső ellen kell védeni őket. Az átteleltetés során 5-12 fok között kell tartani őket, a nyugalmi időszak alatt szinte teljesen száraz környezetet kell biztosítani nekik ahhoz, hogy a következő évben is kivirágozzanak.
Néhány kaktuszfaj:
- Papsapka csillagkaktusz (Astrophytum myriostigma)
- Uruguayi oszlopkaktusz (Cereus uruguayanus)
- Óriás sünkaktusz (Echinocactus grusonii)
- Töviskaktusz (Echinocereus)
- Tengerisünkaktusz (Echinopsis)
- Hordókaktusz (Ferocactus)
- Bütyköskaktusz (Frailea)
- Kelyheskaktusz (Gymnocalycium)
- Korallkaktusz (Hatiora salicornioides)
- Meszkalinkaktusz (Lophophora williamsii)
- Szemölcskaktusz (Mammillaria)
- Dinnyekaktusz (Melocactus)
- Lámakaktusz (Neoporteria)
- Fügekaktusz (Opuntia)
- Gyertyakaktusz (Oreocereus)
- Csodakaktusz (Parodia)
- Törpekaktusz (Rebutia)
- Tömpekaktusz (Stenocactus)
- Trombitakaktusz (Thelocactus)

### Kutyatejfélék
A kutyatejfélék az egész világon elterjedtek, de leginkább a meleg éghajlatot kedvelik. Körülbelül 5000 fajuk ismert. Szinte az egész család jellemzője, hogy ha a növény megsérül, akkor fehér, többnyire mérgező nedvet ereszt, innen a "kutyatej" elnevezés. Ha ez a nedv bőrre vagy szembe kerül, akkor rendszerint nem okoz bajt.
A kutyatejfélék színes fellevelekkel burkolt virágaik (amik tulajdonképpen különleges összetételű virágzatok, "ciátiumok") miatt igen népszerű szobanövények. Azokat a fajaikat, amiknek tövisük van, gyakran összekeverik a kaktuszokkal. A központi fűtéses lakások száraz levegőjét főleg a szukkulens (pozsgás) fajok képesek jól elviselni. A száraz időszakot tekintélyes vastagságú ágaikban elraktározott nedvesség segítségével vészelik át.
Néhány kutyatejféle:
- Köszvényes palackcserje (Jatropha podagrica)
- Jemeni kutyatej (Euphorbia ammak)
- Kanári kutyatej (Euphorbia canariensis)
- Tövisélű kutyatej (Euphorbia grandicornis)
- Pompás kutyatej (Euphorbia milii)
- Mikulásvirág (Euphorbia pulcherrima)
- Gyantás kutyatej (Euphorbia resinifera)
- Ceruza kutyatej (Euphorbia schimperi)
- Kaporképű kutyatej (Euphorbia tirucalli)
- Háromélű kutyatej (Euphorbia trigona)
- Töviságú kutyatej (Eophorbia viguieri)
- Cikkcakk kutyatej (Pedilanthus tithymaloides)

### Egyéb pozsgások
Azokat a növényeket hívják pozsgásnak vagy szukkulensnek, amiknek a szára, levele vagy gyökérzete vízraktározásra rendezkedik be. Ezek a növények olyan helyeken élnek, ahol a nedves időszakot hosszú szárazság követi.
Az ilyen növény tartásánál figyelembe kell venni, hogy a tenyészidőszakukban sok fényre, melegre és tápanyagra van szükségük, amit egy meghatározott időpontban be kell szüntetni, hogy nyugalmi állapotba kerülve át tudjanak telelni. Ebben az időszakban hűvös helyet és majdnem száraz tartást igényelnek.
Több nemzetségük szabályos téli-nyári ritmus szerint él és virágzik. Vannak olyan fajaik, amik a déli félgömbről származnak, ezek a saját belső órájuk szerint élnek, vagyis az északi félgömbön nevelve őket ősszel hajtanak ki, ezért a téli időszakban pótmegvilágítást igényelnek.
Néhány pozsgás növény:
- Afrikai palackfa (Adenium obesum)
- Kövirózsacserje (Aeonium)
- Agávé (Agave)
- Tövisoszlop (Alluaudia)
- Aloé (Aloe)
- Közönséges elefántláb (Beaucarnea recurvata)
- Gyertyavirág (Ceropegia)
- Álkavics (Conophytum)
- Pozsgafa (Crassula ovata)
- Törpe pozsga (Crassula schmidtii)
- Fáskövirózsa (Echeveria)
- Csinos gránitvirág (Frithia pulchra)
- Fényes tüskenyárs (Fouquieria splendens)
- Ékes viaszvirág (Hoya bella)
- Közönséges viaszvirág (Hoya carnosa)
- Sokvirágú viaszvirág (Hoya multiflora)
- Tömött korallvirág (Kalanchoe blossfeldiana)
- Korallvirág (Kalanchoe)
- Cicafülű korallvirág (Kalanchoe tomentosa)
- Kavicsvirág (Lithops)
- Tüskés hangyagumó (Myrmecodia echinata)
- Palackmeténg (Pachypodium)
- Kőtörőfű (Saxifraga)
- Vörösnedvű varjúháj (Sedum rubrotinctum)

### Rovarfogó növények
Néhány növényfaj képes állatok megfogására és elfogyasztására. Ezek a növények igénylik az állati fehérjét ahhoz, hogy bőségesen virágozzanak, de enélkül is életképesek. Többnyire savanyú kémhatású mocsári vagy lápi közegben élnek, aminek a talaja kevés felszívható ásványi anyagot tartalmaz, ezért alakultak ki a különleges rovarfogó berendezések és enzimek a növényben, amik segítik a növény nitrogén és foszfor igényének a kielégítését.
A rovarfogó növényeket nem könnyű hosszabb időn keresztül életben tartani, esővizes locsolást és magas páratartalmat kívánnak. A magyarországi rovarfogó növények ritkák és védettek, gyűjtésük tilos.
Néhány rovarfogó növény:
- Afrikai harmatfű (Drosera aliciae)
- Kancsóka (Nepenthes)
- Hízóka (Pinguicula)
- Sárga kürtvirág (Sarracenia flava)
- Bíbor kürtvirág (Sarracenia purpurea)
- Rózsás rence (Utricularia sandersonii)

### Kültéri cserepes növények
A kültéri cserepes növényeket télen a házban kell tartani, de nyáron sok viráguk miatt a szabadban tarthatóak. Ezek a növények a legkülönbözőbb éghajlatokról származnak, ezért fény- és melegigényük különbözik. A legtöbb faj napfényt, bő locsolást és tápoldatot igényel. Némely cserepes növény egész nyáron virágzik, némelyik csak ősszel, de a telet hűvös, világos helyen kell tölteniük, kivéve azokat a fajokat, amik lehullatják a leveleiket, mert ezeket sötétben is lehet tartani. Tavasszal, a fagyok után vihetők ki újra a szabadba.
Néhány kültéri cserepes növény:
| - Fás kövirózsacserje (Aeonium arboreum) - Szerelemvirág (Agapanthus) - Piros gyömbér (Alpinia purpurata) - Lila délimályva (Alyogyne huegelii) - Fokföldi rózsamályva (Anisodontea capensis) - Murvafürt (Bougainvillea) - Angyaltrombita (Brugmansia) - Citromillatú kefevirág (Callistemon citrinus) - Kamélia (Camellia) - Mérges karissza (Carissa macrocarpa) - Ernyős kassziacserje (Cassia corymbosa) - Fürtös kassziacserje (Cassia didymobotrya) - Cserjés krizantém (Chrysanthemum frutescens) - Citrom (Citrus limon) - Maszlag (Datura) - Japán kecskerágó (Euonymus japonica) - évelő őszirózsa (Aster) - Kaliforniai susogófa (Fremontodendron californicum) - Ékes kardvirág (Gladiolus callianthus) - Veronikacserje (Hebe) - Gyömbérliliom (Hedychium) | - Rákollóvirág (Heliconia) - Kínai hibiszkusz (Hibiscus rosa-sinensis) - Sétányrózsa (Lantana camara) - Közönséges oroszlánfarok (Leonotis leonurus) - Kengurumirtusz (Leptospermum) - Tengerparti lobélia (Lobelia tupa) - Csomós lizinka (Lysimachia congestiflora) - Bumerángtüske (Malpigia coccigera) - Japánszentfa (Nandina domestica) - Leander (Nerium oleander) - Petúnia (Petunia) - Gránátalma (Punica granatum) - Japán azálea (Rhododendron) - Kék csucsorcserje (Solanum rantonnetii) - Pompás papagájvirág (Strelitzia reginae) - Hercegnővirág (Tibouchina) - Közönséges csillagjázmin (Trachelospermum jasminoides) - Közönséges csillagliliom (Tulbaghia violacea) - Vasfű (Verbena) - Kerti árvácska (Viola) - Fehér tölcsérvirág (Zantedeschia aethiopica) |

### Fuksziák és muskátlik
A fuksziák és muskátlik annak köszönhetik népszerűségüket, hogy könnyen tarthatóak és sokáig virágoznak.
A fuksziák többsége Latin-Amerika hegyvidéki erdőiben a fák árnyékában, ahol a levegő friss és magas a páratartalom. A kertben inkább az árnyékos helyeket kedvelik, szobában mérsékelten napos helyre kell tenni őket. A muskátlik Afrika déli részéről származnak. Amikor jön a száraz idő, a leveleiket fokozatosan lehullatják. Legjobban a napos teraszt, erkélyt és ablakpárkányt szeretik.
Néhány fukszia és muskátlifaj:
- Fukszia (Fuchsia)
- Muskátli (Pelargonium)
- Fejecskés muskátli (Pelargonium capitatum)
- Citromillatú muskátli (Pelargonium crispum)
- Illatos muskátli (Pelargonium × fragrans)
- Illatozó muskátli (Pelargonium graveolens)
- Futómuskátli (Pelargonium peltatum)
- Kerti muskátli (Pelargonium zonale)